# Naranga
Naranga is een geslacht van vlinders van de familie van de uilen (Noctuidae).

## Soorten
- N. aenescens Moore, 1881
- N. diffusa (Walker, 1865)